# Razika Adnani
Razika Adnani est une philosophe, islamologue et conférencière franco-algérienne.

## Carrière
Elle commence sa carrière comme professeur de philosophie.
En 2005, elle arrête l'enseignement pour se consacrer à la recherche.
De 2014 à 2016, elle donne des conférences à l'Université populaire de Caen sur le thème "Penser l'islam".
En 2017, elle intègre le Conseil d'orientation de la Fondation de l'islam de France,.
En 2017 et 2018, elle donne un cycle de conférences sur la pensée musulmane à l'université permanente de Nantes (service de l'Université de Nantes).

## Prises de position
Elle appelle à une réforme de l'islam et à s’affranchir de l’esprit salafiste. Le journaliste et essayiste Joseph Macé-Scaron écrit en 2015 : « De Rachid Benzine à Ghaleb Bencheikh en passant par Razika Adnani, nombreux sont les islamologues à en appeler à accélérer le mouvement en vue de libérer la parole du dogmatisme archaïque. »
Dans Islam : quel problème ? Les défis de la réforme (2017), Razika Adnani propose une analyse de la pensée musulmane des origines à nos jours. Comme le souligne Jacques Munier dans l'émission Le Journal des idées de France Culture du 28 mars 2018, l’autrice promeut un examen des phénomènes religieux, à commencer par le radicalisme, qui dépasse les cadres géographique et sociologique. Ghaleb Bencheikh précise dans Questions d’islam, France Culture, 16 juin 2018 : « Elle revisite l’histoire de la pensée islamique en passant en revue les différentes théories qui ont participé à la longue et lente construction humaine du fait islamique. Elle pense que cette connaissance est une étape nécessaire pour savoir où se situent les blocages et œuvrer pour une véritable réforme de la pensée islamique ».
En 2018, interrogée par le journaliste Alexis Feertchak sur l’emploi, à l'école publique, de la formule de salut ‘Salam aleikoum’, elle déclare qu'il « faut plutôt éviter d'employer la formule ‘Salam aleikoum' dans le cadre de l'enseignement laïc ».
Elle estime légitime de frapper d’obsolescence certains versets coraniques, et d'envisager une réforme de l'islam en profondeur. En 2020, Michaël Privot, militant et directeur de l'European Network Against Racism, la cite parmi les exemples dans l'espace francophone de « voix dites « réformistes » ou « progressistes » qui se sont affirmées depuis la multiplication d'attentats perpétrés par Daech en Europe à partir de 2015.

## Ouvrages

### Manuels de philosophie
- El Kafifi el Falsafa (publié en arabe ; éditions Rayhana, 2001 et 2003).

### Essais
- Sortir de l'islamisme (Éditions Erick Bonnier, France, décembre 2024).
- Pour ne pas céder, textes et pensées (Éditions UPblisher, France, 2021).
- Laïcité et islam, mission possible ? (L’Aube, France, 2019).
- Islam : quel problème ? Les défis de la réforme (éditions UPblisher, 2017 - Afrique Orient, Maroc, 2018).
- La nécessaire réconciliation (Editions Dalimen, Algérie 2013 - UPblisher, France, 2014 et 2e édition 2017).
- Le blocage de la raison dans la pensée musulmane est-il bénéfique ou maléfique pour l’islam ? (publié en arabe ; Afrique Orient Éditions, Maroc, 2011). Dans sa critique, le journal Le Matin souligne que : « L’auteure remet en question le postulat selon lequel la raison dessert la religion. Elle explique comment le problème de la raison dans la pensée musulmane s’est posé au lendemain de la mort du Prophète […] utiliser [sa] propre pensée comme source de connaissance religieuse et juridique ou se contenter de la seule source divine […] Cette problématique constitue toujours, selon l’auteure, l’épine dorsale de la pensée musulmane contemporaine. »[10].

### Autres
- Maghreb : l'impact de l'islam sur l'évolution sociale et politique, étude publiée par Fondapol, décembre 2022. L'étude est disponible également en arabe et en Anglais ( Lire en ligne).
- José Lenzini, Razika Adnani, Jean-Louis Bianco et Latifa Ibn Ziaten, Laïcité et islam, mission possible ? :  entretien avec José Lenzini, Éditions de l'Aube, coll. « Méditerranées », 2019 (ISBN 978-2-8159-3307-0, lire en ligne).
- « La réforme de l’Islam, pour sortir de l’impasse ? », in Alexandre Del Valle (dir.) et Éric Denécé (dir.), La géopolitique au défi de l'islamisme :  expansion territoriale, terrorisme, propagande religieuse, entrisme en entreprise, Ellipses, 2022 (ISBN 978-2-340-06430-0, lire en ligne).